# 겨울잠
겨울잠(영어: hibernation) 또는 동면(冬眠)은 겨울이 되어 동물이 대사 활동을 최대한 낮춘 상태에서 겨울을 나는 것을 말한다. 겨울잠은 일부 동물 종이 겪는 최소 활동 및 대사 저하 상태이다. 계절성 변온(heterothermy)의 한 형태로서 체온이 낮아지고 호흡과 심박이 느려지며 대사율이 크게 떨어진다. 주로 겨울을 견디기 위한 생존 전략으로 쓰이며, 이를 월동(越冬, overwintering)이라고도 부른다.
전통적으로 설치류 같은 ‘깊은’ 동면생물들에게만 적용되던 용어였으나, 최근에는 곰과 같은 동물도 포함하도록 재정의되었으며, 체온 하강 여부가 아니라 대사 억제 자체를 기준으로 쓰인다. 많은 전문가들은 일일 휴온(daily torpor)과 동면 과정이 연속체를 이루며 유사한 메커니즘을 공유한다고 본다. 여름철에는 여름잠이라고 일컫는 유사한 현상이 나타난다.
동면의 주요 기능은 먹이가 부족할 때 에너지를 절약하는 것이다. 이를 위해 온혈 동물은 대사율을 낮추고 그에 따라 체온도 떨어뜨린다. 동면 기간은 종과 주위 온도, 계절, 개체의 상태에 따라 며칠에서 몇 달까지 다양하다. 동면에 들어가기 전에 충분한 에너지를 비축해야 하므로, 몸집이 큰 동물은 과다 섭식하여 지방 형태로 에너지를 저장한다. 작은 종에서는 먹잇감을 저장함으로써 지방 축적을 대신하기도 한다.
일부 포유류는 동면 중에 새끼를 잉태하거나 출산하기도 한다. 예를 들어 흑곰 암컷은 겨울철 동면에 들어가면서 출산을 준비한다. 이 시기 암컷은 동면 전 체중이 크게 늘어나며, 그 증가분은 태어날 새끼들의 체중에도 반영된다. 지방 축적으로 확보된 에너지는 새끼를 따뜻하고 안정된 환경에서 보살피는 데 쓰인다. 동면 기간 동안 어미 곰은 저장한 지방을 에너지로 사용해 동면 전 체중의 15~27%를 감량한다.
변온 동물도 대사 억제와 휴면을 겪는데, 무척추동물에서는 특별히 '휴면기(diapause)'로 구별하여 부르기도 한다. 파충류의 겨울 휴면을 두고 ‘브루메이트(brumate)’라 따로 명명하기도 하지만, 일반적으로 ‘동면’이라는 용어로 모두 지칭한다. 말벌의 일종인 Polistes exclamans이나 딱정벌레의 일종인 Bolitotherus 같은 곤충들도 동면에 준하는 휴면기를 겪는데, 이 역시 동면이라고 부르기도 한다. 식물학자들은 종자휴면을 ‘종자 동면(seed hibernation)’이라 부르기도 한다.

## 종류
겨울잠은 다음과 같은 3가지 형으로 구별한다.

### 개구리형
바깥 온도가 내려감에 따라 체온이 내려가 겨울잠에 들어가는 것으로 육지의 변온동물에서 볼 수 있다. 땅 속 깊은 곳이나 물 밑 등 온도의 변화가 적은 장소로 이동하여 겨울잠을 자면서 월동한다. 체온이 내려감에 따라 심장의 박동이나 호흡 횟수도 감소한다. 개구리·거북·뱀 등의 척추동물과 절지동물·조개류 등의 무척추동물이 개구리형에 해당된다.공룡도 겨울잠 잔다.

### 박쥐형
기온이 내려감에 따라 체온도 내려가는데, 어느 한도를 넘지 않는다. 즉, 겨울에 체온이 기온 수준까지 내려가면 겨울잠을 자다가 그 이하가 되면 활동을 하여 체온을 높인다. 이러한 동면 체온은 겨울잠쥐의 경우 6°C까지, 긴가락박쥐와 같이 소형의 박쥐류에서는 0°C 또는 그 이하까지 내려간 기록이 있다. 이 밖에는 햄스터 다람쥐 등 소형 항온 동물에서 볼 수 있다.

### 곰형
곰도 겨울에 나무 밑의 빈 곳이나 굴 속에서 겨울잠을 자는데, 물질 대사가 30∼35% 낮아질 뿐 체온은 별로 변하지 않은 상태에서 잠을 자나 자극이 있으면 곧 활동한다. 곰은 겨울잠을 자는 도중에 새끼를 낳아 젖을 먹여 기른다. 오소리도 곰형의 겨울잠을 잔다. 곰은 겨울잠에 들어가기 전에 다량의 먹이를 먹어 몸에 많은 지방을 저장하고 겨울잠을 자면서 그것을 소모한다. 곰이 지방을 축적하는 반면, 햄스터는 먹을 것을 저장하여 겨울잠을 자는 도중에 눈을 뜨게 되면 저장한 먹이를 먹는다.
대다수의 새는 겨울잠을 자지 않으나 북아메리카의 꼬마아메리카쏙독새는 겨울에 바위가 갈라진 틈에 들어가 겨울잠을 잔다고 하는데, 이것은 지금까지 알려진 단 하나의 예이다.

## 인간의 경우
의학계는 인간에게 겨울잠을 유도하는 방법을 연구했다. 겨울잠 능력은 중증 환자나 큰 부상을 입은 환자에게 치료가 이루어질 때까지 일시적으로 겨울잠을 자게 하는 등 여러 가지 방법으로 활용할 수 있다. 또한 유인화성탐사 등과 같은 장기간 우주 탐사에서도 겨울잠을 이용하는 방법을 개발중이다.
인류학계에서는 초기 사람과 속 동물이 겨울잠이 가능했는지 대한 여부를 조사중이다.

## 같이 보기
- 여름잠
- 월동
- 휴면
- 토포

## 참고 문헌
- 겨울잠 (2012). 《McGraw-Hill 과학과 기술 백과사전》 1–20 11판. McGraw-Hill.
- 이 문서에는 다음커뮤니케이션(현 카카오)에서 GFDL 또는 CC-SA 라이선스로 배포한 글로벌 세계대백과사전의 내용을 기초로 작성된 글이 포함되어 있습니다.

## 추가 읽기
- Carey, H.V.; Andrews, M.T.; Martin, S.L. (2003). “Mammalian hibernation: cellular and molecular responses to depressed metabolism and low temperature”. 《Physiological Reviews》 83 (4): 1153–1181. doi:10.1152/physrev.00008.2003. PMID 14506303.
- 〈Hibernation〉. 《McGraw-Hill Encyclopedia of Science and Technology》 1–20 11판. McGraw-Hill. 2012.